# El Hamdania
El Hamdania (em árabe: الحمدانية) é uma comuna localizada na província de Médéa, Argélia. De acordo com o censo de 2008, a população total da cidade era de 1 264 habitantes.